# Braunbehrens (Adelsgeschlecht)

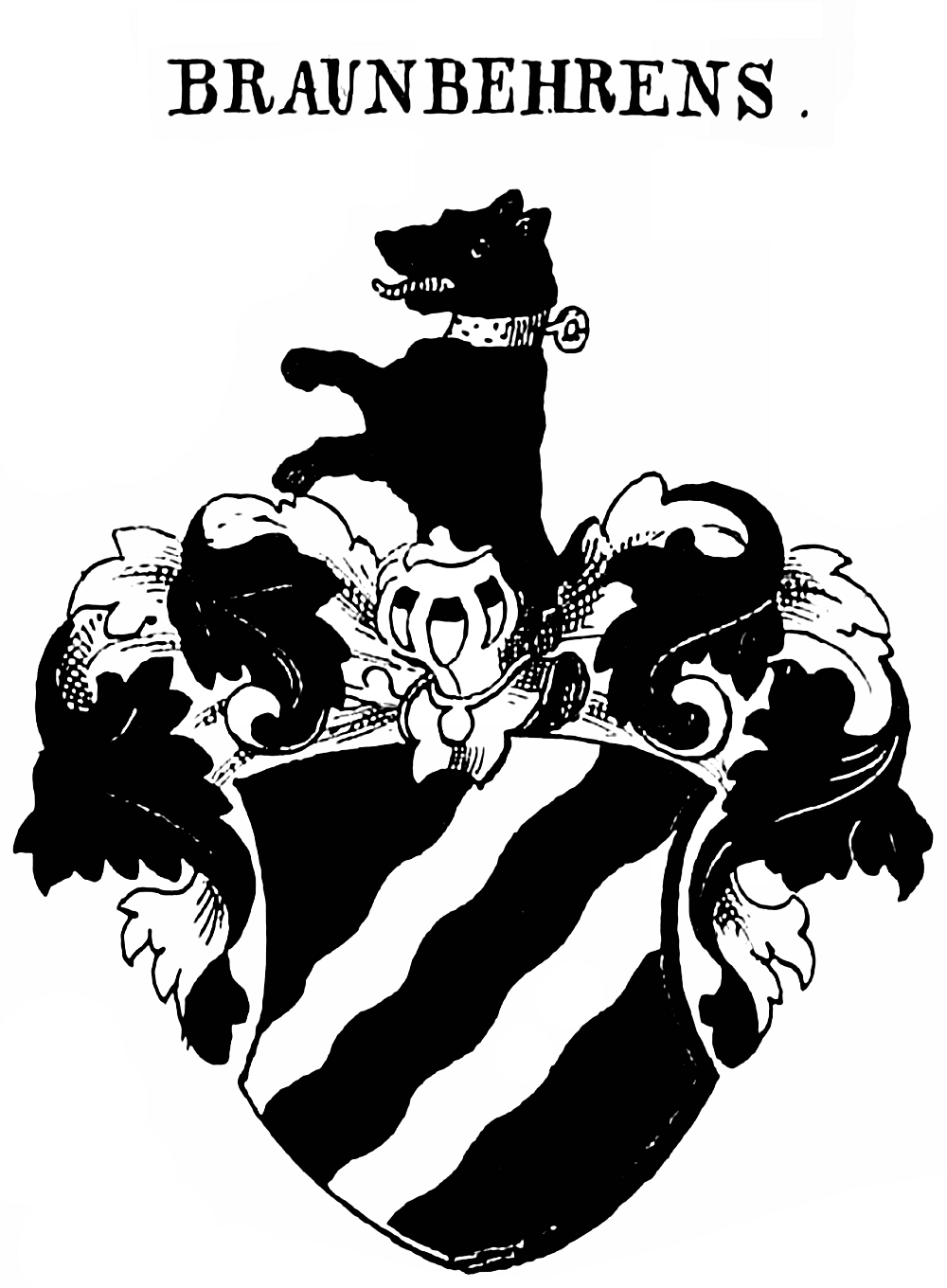
Wappen derer von Braunbehrens (1835)

Braunbehrens (auch Braun-Behrent) ist der Name eines noch bestehenden Adelsgeschlechts ursprünglich aus dem Gebiet des heutigen Bundeslandes Sachsen-Anhalt, das aus einer Quedlinburger Bürgerfamilie hervorging und mehrfach nobilitiert wurde. Diverse Mitglieder der Familie hatten Ämter in preußischen und anhaltischen Diensten inne.

## Geschichte
Das Geschlecht stammt von einer bürgerlichen Familie aus Quedlinburg ab, und die Stammreihe beginnt mit einem Hans Berent 1604, dessen Enkel Heinrich sich seit 1672 „Brun-Berend“ oder „Braun-Berend“ nannte, woraus der spätere Name entstand. Es wurde mehrfach nobilitiert, so 1811 (Freiherrenstand für Andreas Carl von Braunbehrens, Präsident der Stände des Herzogtums Anhalt-Köthen), 1835 (anhalt-köthenscher Adelsstand/Briefadel, verliehen zu Köthen am 3. August 1835 für Anton Braunbehrens, Amtsrat auf Giersleben) und 1900 (preußischer Adelsstand durch A. KO. Berlin am 7. Mai 1900 zu Wilhelmshaven für Otto von Braunbehrens). Die Familie stellte vor allem höhere Beamte, im Militär war sie selten hochrangig vertreten. Allianzen durch Heirat bestanden, unter anderem mit der ebenfalls spät nobilitierten Familie Salmuth, aber auch mit den alten Adelsgeschlechtern Stammer und Lattorff. Nachfahren des bürgerlichen Zweiges waren in Quedlinburg noch 1849 wohnhaft (etwa der Barbier Ludwig Braunbehrens, Steinbrücke 490).

## Besitz
Die Braunbehrens hatten Herrensitze auf Rittergut Giersleben, Gut und Schloss Ilberstedt, sowie dem Rittergut Woinowitz bei Lissa im Großherzogtum Posen inne.

## Wappen
Blasonierung:
- Freiherrliches Wappen (1811 bis etwa 1830): Im goldenen mit der Freiherrenkrone gekrönten Schild ein aufgerichteter schwarzer Bär mit silberner Krone und silbernem Halsband mit Ring.[2]
- Adeliges Wappen (1835, späteres Stammwappen): In Schwarz zwei silberne Schräglinks-Ströme. Auf dem gekrönten Helm mit schwarz-silbernern Decken ein wachsender Bär mit goldenem Halsband mit Ring.[4]

## Stammbaum (Auszüge)
- Hans Behrent (Quedlinburg, um 1604)
  - Hans Behrens (* 4. April 1610 Quedlinburg; † 27. September 1677 ebd.), Bürger und Gärtner auf der Kornstraße ebd., um 1670 Braunbehrend(s) genannt; ⚭ Katharina Gieseke (* 1611, † ebd. (St. Nic.) 21. November 1680), aus dem Riemenschneider-Haus auf der Pölkenstraße[5]
    - Heinrich Brun-Berend (* 3 September 1635 in Quedlinburg), Bürger und Viehhändler; ⚭ (I.) ebd. Maria Graßhoff, Tochter des Bürgers und Ackermanns Magnus Graßhoff
      - Christian Lorentz Braunbernd (* 30. Dezember 1675 in Quedlinburg; † 7. Januar 1731 ebd.); ⚭ Anna Maria Hennenberg
        - Andreas Heinrich Braunbehrens (* 14. Juli 1698 Quedlinburg (get. St. Nicolai), † 7. September 1744 ebd. (St. Wiperti)) kgl. preußischer Amtmann, Klosteramtmann zu St. Wiperti; ⚭ 4. August 1719 in St. Aegidii (Quedlinburg) mit Anna Elisabeth Henneberg (* 22. Februar 1699 ebd. (St. Aegid.), † 1. November 1756 ebd.)
        - Johann Andreas Braunbehrens (* 3. Dezember 1702 in Quedlinburg; † 14. September 1782 in Giersleben), preußischer Amtmann, ab 1747 Besitzer des Ritterguts Giersleben durch Kauf von den Nachkommen des Adam Friedrich von Braun; ⚭ 10. Mai 1729 als Domänenpächter[6] zu Opperode mit Marie Elisabeth Sophie Wagner (* 13. September 1705 in Rottorf bei Königslutter; † 2. August 1750 in Giersleben; verunglückt infolge Durchgehens der Pferde beim Umzug von Opperode nach Giersleben)[7][8][9]
          - Johann Christian Friedrich Braunbehrens (* 2. Oktober 1733 in Opperode; † 28. Januar 1798 in Ilberstedt), preußischer Kriegs- und Domänenrat, Herr auf Ilberstedt; ⚭ 2. November 1761 in Frose Christiane Sophie Elisabeth Müller (* 1743 Frose; † 1817 in Güsten)
            - Johann Karl Andreas von Braunbehrens, ab 1811 Freiherr von Braunbehrens (* 22. November 1768 Nienhagen (Schwanebeck) oder Westerhausen (Thale); † 31. März 1818 Ilberstedt), Herr auf Ilberstedt (Kauf des Mittelhofs in Ilberstedt um 1790), Kgl. preußischer Kriegs- und Domänenkammerrat (in Halberstadt), Hzgl. anhalt-köthenscher Landrat und Präsident der Stände.[2] Anhalt-Köthenscher Freiherrnstand[10] (primogenitur), vererblich auf die rechtmäßige natürliche und Adoptivnachkommenschaft, verliehen am 18. November 1811 zu Köthen.[1] Erbauer des Schlosses Ilberstedt, erbaut laut hofseitiger Bauinschrift zwischen 1799 und 1801; ⚭ 28. Mai 1797 in Ermsleben mit Luise Ernestine Sophie Rosamunde Nordmann (1780–1803)
              - Rosa Johanna Luise Friederike von Braunbehrens, Freiin von Braunbehrens (* 25. Juni 1802; † 1830); ⚭ 31 Oktober 1826, Güsten mit Heinrich Wilhelm Ferdinand von Schlieckmann, ab 1834 „von“ Schlieckmann
                - Marie Luise Rosa von Schlieckmann (1827–1909)

          - Sophie Louise Braunbehrens (* 5. April 1739 Opperode; † 28. Juni 1771 Köthen); ⚭ 23. Oktober 1760, in Giersleben, mit Johann Christian Ludwig Salmuth (* 1. Dezember 1730 Güsten; † 5. November 1809 in Köthen), Geh. Kabinettsrat in Köthen
          - Johannes Andreas Volrath Braunbehrens (* 13. Juni 1743 Opperode; † 26. Februar 1815 Giersleben), köthenscher Amtsrat; ⚭ seine Cousine[11] Johanna Sophie Dorothea Wagner (* 18. Mai 1757; † 28. Mai 1797 Giersleben). Anhalt-köthen'sche Belehnung des Amtrats Johann Andreas Braunbehrens mit dem Rittergut Giersleben 1783 bis 1790.[6]
            - Johanne Wilhelmine Braunbehrens (* 8. März 1787 Giersleben; † 1860 Güsten); ⚭ mit Johann Heinrich Ludwig Salmuth (* 19 Januar 1787 Güsten; † 11. September 1866 ebd.), Oberamtmann zu Güsten, einem Enkel der Sophie Louise Braunbehrens (* 5. April 1739)
            - Anton von Braunbehrens (* 9. November 1792 Giersleben; † 21. Juni 1859 ebd.); ⚭ 30. Juni 1816 in Giersleben Johanna Ernestine Charlotte Walter (* 22. April 1792 Giersleben; † 29. August 1867 Dessau); Belehnung mit dem Rittergut Giersleben 1831 bis 1875; am 3. August 1835 in den erblichen anhalt-köthischen Adelsstand erhoben
              - Agnes Sophie Dorothea von Braunbehrens (* 23. Juni 1820 Giersleben; † 11. Juni 1895 Dessau); ⚭ Giersleben 17. Juli 1844 Johann Adam Carl Heinrich Salmuth (* 24. Juli 1816 Westdorf; † 11. Juni 1873 Giersleben), Amtsrat, Herr auf Salmuthshof, Sohn der Johanne Wilhelmine Braunbehrens
              - Johanna von Braunbehrens (* 1822 Giersleben; † 1883 Dessau)
              - Minnette von Braunbehrens (* 1824 Giersleben; † 1899 Dessau)
              - Karl Dodo Adolf von Braunbehrens (1819–1870); ⚭ 3. Januar 1850 in Köthen mit Ottilie Henriette von Axleben genannt Magnus (* 5. September 1826 in Leisersdorf/Schlesien; † 29. Juli 1906 Potsdam), 2 Töchter (1 Sohn ?), Linie erloschen. Grundbesitz in Giersleben (später: des Fähnrichs Hans von Braunbehrens) um 1860–1873
                - (?) Hans von Braunbehrens (* 12. Juni 1852 Köthen; † 7. November 1892 Bernburg), 1873 Fähnrich; um 1890 Rittmeister a. D., starb an Demenz
                - Antonie Karoline Helene von Braunbehrens (1850 –1918); ⚭ Otto von Lattorff (* 5. Juli 1841 in Klieken; † 1889 ebd.), königlich preußischer Hauptmann a. D., vormals Premierleutnant und Adjutant im Anhaltischen Infanterie-Regiment Nr. 93 zu Dessau

              - Theodor Carl Anton von Braunbehrens (* 23. März 1827 in Giersleben; † 9. Mai 1887 in Dessau), Oberleutnant zum Dienst und Rittergutsbesitzer auf Woynowitz, Kreis Lissa im Großherzogtum Posen, preuß. Rittmeister a. D.; ⚭ 29. Dezember 1858 in Klieken Marie Louise Anna von Lattorff (* 29. August 1838 in Klieken; † 18. März 1915 in Dessau)[12]
                - Christine Johanne Klara von Braunbehrens (* 1862 Lissa; † 13. Januar 1939 Dessau); ⚭ 21.10.1890 in Dessau Karl Max Albert Wolf von Wolff (* 27. Januar 1862 in Köln; † 1. Juli 1911 in Groß-Strehlitz/Oberschlesien), preußischer Strafanstaltsdirektor, Hauptmann a. D.
                - Hermann Anton Emil Heinrich Otto von Braunbehrens (* 22. Juni 1861 Woynowitz in Posen; † 1926), wählte die militärische Laufbahn, eingetreten 26. März 1882; am 16. November 1882 Premier-Fähnrich; 11. September 1883 Cornett; ab 16. Juni 1891 Premierleutnant; 18. Juni 1892 ins 1. Garde-Feldart.-Regiment[13], 1914 Oberst Badisches Feld-Artillerie-Regiment Nr. 50 Karlsruhe-Gottesaue; dann Generalmajor

            - Karl Friedrich Andreas Braunbehrens (* 9. April 1794 Giersleben; † 2. Mai 1862 Willerode), Fürstl. anhalt-bernburgischer Amtsrat in Ilberstedt; ⚭ (I) Giersleben 4. Oktober 1827 Johanna Karoline Luise Walter; ⚭ (II) Bernburg 4. März 1830 Ottilie John (* 30. Juli 1809 Sondershausen, † 27. Januar 1833 Bernburg)[14]; ⚭ (III) Klieken 14. August 1834 Auguste Friederike Luise John (* 7. Juli 1811 Sondershausen; † 1874 Bernburg)[15]
              - (aus II:) Ludwig Günter Karl Otto von Braunbehrens (* 27. Januar 1833 Bernburg; † 1918 in Kohlhof, Heidelberg), Geheimer Rat, Unterstaatssekretär im preuß. Innenministerium; preuß. Adelsstand zu Wilhelmshaven am 1. Juli 1900; ⚭ 25. Januar 1864 in Schönfeld die Adele Arnoldine Elisabeth Badicke (* 1844 Grüneberg)
                - Amanda Luise Ottilie Katharina von Braunbehrens (* 30. November 1864 Sagan); ⚭ Berlin 1892 Max Reiche, Hauptmann
                - Ludwig Adrian Otto von Braunbehrens (* 4. März 1866 Sagan), Kgl. preuß. Regierungsrat in Liegnitz
                  - Otto Waldemar Eberhard von Braunbehrens (* 24. April 1902 in Liegnitz)
                  - Karl-Anton von Braunbehrens (* 8. März 1906 Liegnitz)[16]

                - Karl Adrian von Braunbehrens (* 1866 Sagan; † 1919 Hagen), Richter am Landgericht Dortmund und Staatsanwalt in Essen; ⚭ Anna Thekla Springmann, Tochter des Theodor Springmann senior
                  - Otto Theodor Wilhelm von Braunbehrens (* 18. Juli 1900), Rechtsanwalt, Autor juristischer Bücher und ab März 1944 Rechtsberater des Malers Emil Nolde[17][18]
                  - Hans Günther August Anton von Braunbehrens (* 1901 in Dortmund; † 1983), Arzt in Hamburg
                    - Adrian Braunbehrens (* 1. Juni 1934 in Hamburg), Philologe und Hebelforscher
                    - Volkmar Braunbehrens (* 22. März 1941 in Freiburg im Breisgau), Musikwissenschaftler (Mozart) und Publizist

                  - Günter Prudentius Sylvester Wilhelm Hermann Max Friedrich Karl von Braunbehrens (* 9. März 1907 in Essen), 1962 nach Brasilien ausgewandert

                - Friedrich Anton Gottschalk von Braunbehrens (* 19. Februar 1868 Sagan); preuß. Major in Frankfurt am Main; ⚭ 25. November 1893 in Breslau Ernestine Johanna Erdmuthe Wanda, Freiin von Fircks (* 3. Dezember 1872 Berlin)[19]
                  - Anna Adele Ottilie Amanda Johanna Ernestine Hedwig Elisabeth von Braunbehrens (* 11. September 1894 in Charlottenburg, Berlin)

                - Wilhelm Johannes Hermann von Braunbehrens (* 24. Juli 1879 Danzig), Bankmanager und Beamter der Essener Kreditanstalt

              - (aus III:) Rosa Friederike Ottilie Braunbehrens (* 26. Juli 1836 Bernburg; † 10. Oktober 1918 Halle); ⚭ 1866 Johann Heinrich Julius Carl Jellinghaus[20]; deren Tochter Marie Louise Wilhelmine (* 1867 in Smyrna); ⚭ zu Giebichenstein 1889 Gottfried Riehm
              - (aus III:) Anton Theodor Moritz Braunbehrens (* 15. August 1840 in Schackenthal; † 6. Dezember 1901 in Leipzig), Reichsgerichtsrat; ⚭ Margarete Braunbehrens, geb. Heine, lebte als Witwe um 1909 am Domplatz 40 in Halberstadt
              - (aus III:) Maria Luise Braunbehrens (* 17. Juni 1842 Schackenthal, † 26. Mai 1918 Warmsdorf); 6 Kinder; ⚭ Bräunrode/Harz 27. Juli 1862 Hartwig Wilhelm Carl von Wagner, Domänenpächter zu Warmsdorf, Herr auf Giersleben[21], Geh. Ökonomierat, Vizepräsident des Anh. Landtages, geadelt 26. Juni 1915. (* 26. Juni 1835 Gr. Bartensleben, † 14. November 1920 Warmsdorf)[22]
                - Richard Ludwig Wilhelm Ferdinand von Wagner, Rittergutsbesitzer in Giersleben, Domänenpachter, Herzogl. Anhaltischer Amtsrat, Vorstandsmitglied der Zuckerfabrik Warmsdorf, Kgl. preuß. Rittmeister der Reserve (* 13. Juli 1863 in Warmsdorf; † 6. August 1916 in Giersleben); ⚭ 23. März 1889 in Ilberstedt Emma Adolfine Ottilie Weibezahl (* 21. Mai 1867 Gutshaus Weibezahl; † 19. März 1950 in Bad Kissingen)